# Humbertia
Humbertia é um género botânico pertencente à família Convolvulaceae.

## Espécies
1. ↑  «Humbertia — World Flora Online». www.worldfloraonline.org. Consultado em 19 de agosto de 2020